# Sécheresse éclair
La sécheresse éclair est un phénomène de sécheresse rapide, sur quelques jours ou quelques semaines. Le terme (en anglais : flash drought) a été proposé en 2001, par Mark Svoboda, directeur du National Drought Mitigation Center.

## Chronologie bibliographique
En 2009, un index de mesure de l'humidité du sol est proposé pour mesurer le stress lié au manque d'eau dans le sol et alerter avant l'apparition d'une sécheresse éclair. En 2015 et 2016, deux types de sécheresses éclairs sont identifiés (onde de chaleur et déficit de précipitation),. Le 11 août 2016, un article établit l'augmentation des sécheresses éclairs en Chine sur la période 1998-2010 en lien avec le réchauffement climatique et surtout dans des zones humides, où les gens ne sont pas préparés à ce risque.
Le 1er mai 2019, une méthodologie de détection des sécheresses éclairs est établie à partir d'indications sur l'évaporation d'eau. Le 27 août, un article dans Atmosphère (en) établit les caractéristiques des sécheresses éclairs en partant des relevés établis par l'observatoire des sécheresses aux États-Unis (en anglais : U.S. drought monitor) : à la différence des sécheresses étendues dans le temps, les sécheresses éclairs sont plus probables selon les saisons et les aires géographiques. Le 4 novembre, cette idée de moment et de lieu propice aux sécheresses éclairs est développée dans un article de Environmental Research Communications qui confirme des pics de sécheresses éclairs avec par exemple les mois de mai et juin sur l'ouest, et de juillet et août sur l'est des États-Unis.
Le 17 octobre 2020, un article publié dans Atmosphere propose un outil de détection des sécheresses éclairs. Le 3 mars 2022, une étude dans Nature Communications, dirigée par des chercheurs de l’Université polytechnique de Hong Kong avec des chercheurs de l’Université du Texas à Austin observe sur les deux dernières décennies un chiffre stable d'apparition des sécheresses éclairs, mais avec des durées de plus en plus courtes.
Le 13 avril 2023, une étude dans Science constate l'accélération et l'intensification des sécheresses depuis les années 1950,. Le 25 mai, un article dans Nature Communications se fonde sur les scénarios du réchauffement climatique pour prédire des apparitions plus fréquentes des sécheresses éclairs.

## Causes et détections des sécheresses éclairs
Les sécheresses éclairs seraient causées par un manque de pluie, avec des températures élevées accompagnées de vents puissants. Ces deux derniers facteurs combinés accentuent l'évapotranspiration,,.

## Répartition géographique
Selon l'article de Science du 13 avril 2023, 74 % de la planète serait concernée par le risque de sécheresse éclair.
Ces phénomènes sont constatés de plus en plus souvent en Asie du Sud et du Sud-Est et dans le centre de l'Amérique du Nord.